# Jacques Gross
Jacques Gross, ou Gross-Fulpius, né le 2 mars 1855 à Mulhouse et mort le 4 octobre 1928 à Genève, est un membre de la Fédération jurassienne, historien de la Commune de Paris, collaborateur de journaux libertaires et libre-penseurs.
Bibliophile, plus qu'homme d'action, il contribue à la création du journal Le Réveil anarchiste à Genève sous le pseudonyme de Jean-qui-marche.

## Biographie

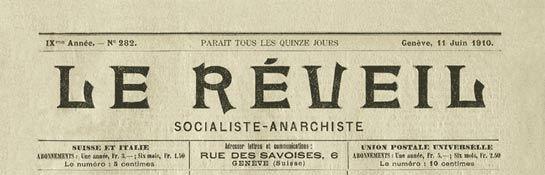
Le Réveil socialiste-anarchiste, 11 juin 1910.

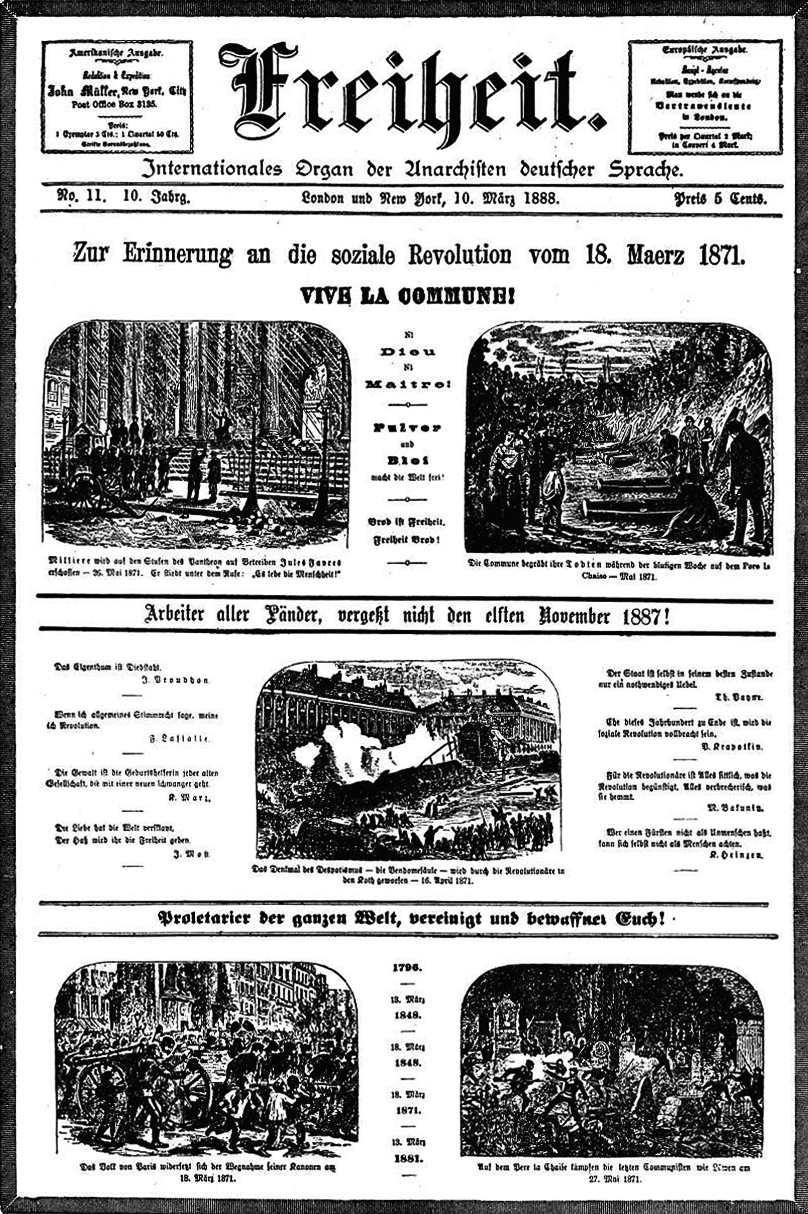
Die Freiheit, 10 mars 1888.

Jacques Gross est né en Alsace en 1855. Sa famille émigre à Genève en 1871. Il est voyageur de commerce pour la fabrique de tabacs Burrus à Boncourt (Canton du Jura, Suisse), profession qui lui permet de passer en contrebande les journaux clandestins : L’Avant-Garde de Paul Brousse et Die Freiheit de Johann Most et Paul Schultze.
Adhérent très jeune à la Fédération jurassienne, il est sous le pseudonyme d'André, le délégué des sections de Porrentruy et de Boncourt au huitième congrès de l’Internationale tenu à Berne du 26 au 29 octobre 1876.
Dans cette même ville, il participe, en 1877, à la manifestation-commémoration de la Commune de Paris.

### Propagandiste et internationaliste
En 1890, il est parmi les fondateurs, avec Luigi Bertoni, du journal bimensuel et bilingue, Le Réveil anarchiste. Il soutient financièrement d'autres publications comme Les Temps nouveaux fondés en 1895 par Jean Grave ou Le Père Peinard d'Émile Pouget.
Parlant couramment le français, l'italien et l'allemand, ami d’Élisée Reclus. et de Kropotkine (alors résidant à La Chaux-de-Fonds), il organise l’aide aux nombreux militants réfugiés , emprisonnés ou expulsés de Suisse. Dans ce cadre, il rencontre notamment James Guillaume, Adhémar Schwitzguébel, Andrea Costa, Henri Roorda, Ernest Cœurderoy, Luigi Galleani, Nicolas Stoinoff
etc. Durant plus de trente ans, il aide Max Nettlau dans ses recherches documentaires.
En 1891, il mène campagne contre l'expulsion de Errico Malatesta et l'aide à fuir à Londres, en 1914, après la Semaine Rouge.
En 1894, la police française le signale comme membre du groupe L'Avenir de Genève et le soupçonne d'être un espion pour le compte de l'Allemagne.

### Franc-maçon
En 1905, il est initié en franc-maçonnerie  à Genève dans la loge « La Fraternité », appartenant au  Grand Orient de France, il appartient aussi au Souverain Chapitre et au Conseil philosophique « La Fraternité » à Genève et il a été vénérable maître de sa loge et de son chapitre, grand maître de son Conseil philosophique, 33e degré du Rite Écossais Ancien et Accepté et membre d'honneur du Grand Collège des Rites,.
Ses archives personnelles constituent l’un des premiers fonds du Centre international de recherches sur l'anarchisme (CIRA) fondé à Genève en 1957. Une part importante de sa correspondance est archivée à l'Institut international d'histoire sociale d'Amsterdam.
Sa compagne, Élisabeth Fulpius, fille du libre-penseur Charles Fulpius et sculptrice, participe à l'Encyclopédie anarchiste de Sébastien Faure en rédigeant l'article « Sculpture ».

## Publications

### Ouvrages
- La Franc-Maçonnerie sous la Commune (1871), conférence, Genève 1908.
- La franc-maçonnerie exposée aux profanes, Genève s.d.

### Préface
- Ernest Cœurderoy, Jours d'exil, Paris, 1910.
- Jours d'exil, première partie, 1849-1851, Jacques Gross, Ernest Cœurderoy, Raoul Vaneigem, Max Nettlau, Saint-Imier, Canevas, 1991,  (ISBN 2-88382-011-2)[6],[7],[8].